# Komisja Klimatu i Środowiska (Senat)
Komisja Klimatu i Środowiska wchodzi w skład stałych komisji senackich. Powołana została na początku XI kadencji, przejmując funkcję istniejących w poprzedniej kadencji Komisji Środowiska oraz Komisji Nadzwyczajnej do spraw Klimatu. 
Przedmiotem działania komisji są: 
- ochrona i kształtowanie środowiska,
- ochrona zasobów naturalnych,
- gospodarka wodna,
- geologia,
- leśnictwo i gospodarka leśna,
- łowiectwo,
- edukacja ekologiczna,
- gospodarka finansowa państwa w zakresie ochrony środowiska,
- atomistyka i ochrona radiologiczna,
- działanie na rzecz neutralności klimatycznej, adaptacja do zmian klimatu,
- gospodarka odpadami,
- gospodarka w obiegu zamkniętym,
- inteligentny i zrównoważony transport, bioróżnorodność,
- transformacja energetyczna, ochrona powietrza, edukacja klimatyczna,
- społeczne i ekonomiczne aspekty transformacji klimatycznej,
- współpraca z zagranicą w zakresie klimatu, środowiska i ekologii.

## Prezydium komisji wSenacie XI kadencji
- Stanisław Gawłowski (KO) – przewodniczący,
- Magdalena Kochan (KO) – zastępca przewodniczącego,
- Władysław Komarnicki (KO) – zastępca przewodniczącego,
- Zdzisław Pupa (PiS) – zastępca przewodniczącego.